# Alphadontidae
Alphadontidae — родина ссавців, що належить до клади Metatheria, групи ссавців, до якої входять сучасні сумчасті.